# 山東村 (熊本県)
山東村（さんとうむら）は熊本県にあった村。鹿本郡に属した。

## 地理
- 河川：豊田川
- 山：岩野山

## 歴史
- 1889年（明治22年）4月1日 - 町村制施行により山本郡有泉村、岩野村、一木村、小野村、石川村、古閑村が合併し発足。
- 1896年（明治29年）4月1日 - 山鹿郡と山本郡が統合し鹿本郡となる。
- 1955年（昭和30年）1月1日 - 植木町、吉松村、山本村、菱形村、田原村、桜井村と合併し植木町となる。

## 学校
- 山東小学校